# مارته
مارته ام‌کا۲ (به ایتالیایی: Marte Mk2) موشک ضد کشتی ایتالیایی با برد متوسط است که مدل سطح‌به‌سطح آن برای استفاده کشتی‌های جنگی در دهه ۱۹۶۰ و نوع هوابه‌سطح آن برای هلیکوپترها در دهه ۱۹۷۰ طراحی شد. مارته علاوه بر نیروی دریایی ایتالیا، مورد استفاده نیروی دریایی ایران و ونزوئلا نیز قرار گرفته‌است.
هدایت موشک مارته با روش ساده هدایت با پرتو راداری انجام می‌شود. این موشک ۲۵ کیلومتر برد مفید دارد و از قابلیت حرکت بر سطح آب برخوردار است. مارته ۳۰۰ کیلوگرمی به یک کلاهک جنگی ۷۰ کیلویی، حاوی مواد منفجره زره‌شکاف، مسلح است که با فیوز تماسی و مجاورتی عمل می‌کند. نیروی پیشرانه این موشک را یک موتور راکتی سوخت جامد دومرحله‌ای تأمین می‌کند که سرعت آن را به نزدیکی سرعت صوت (۰٫۸ تا ۰٫۹ ماخ) می‌رساند.

## تاریخچه طراحی و توسعه

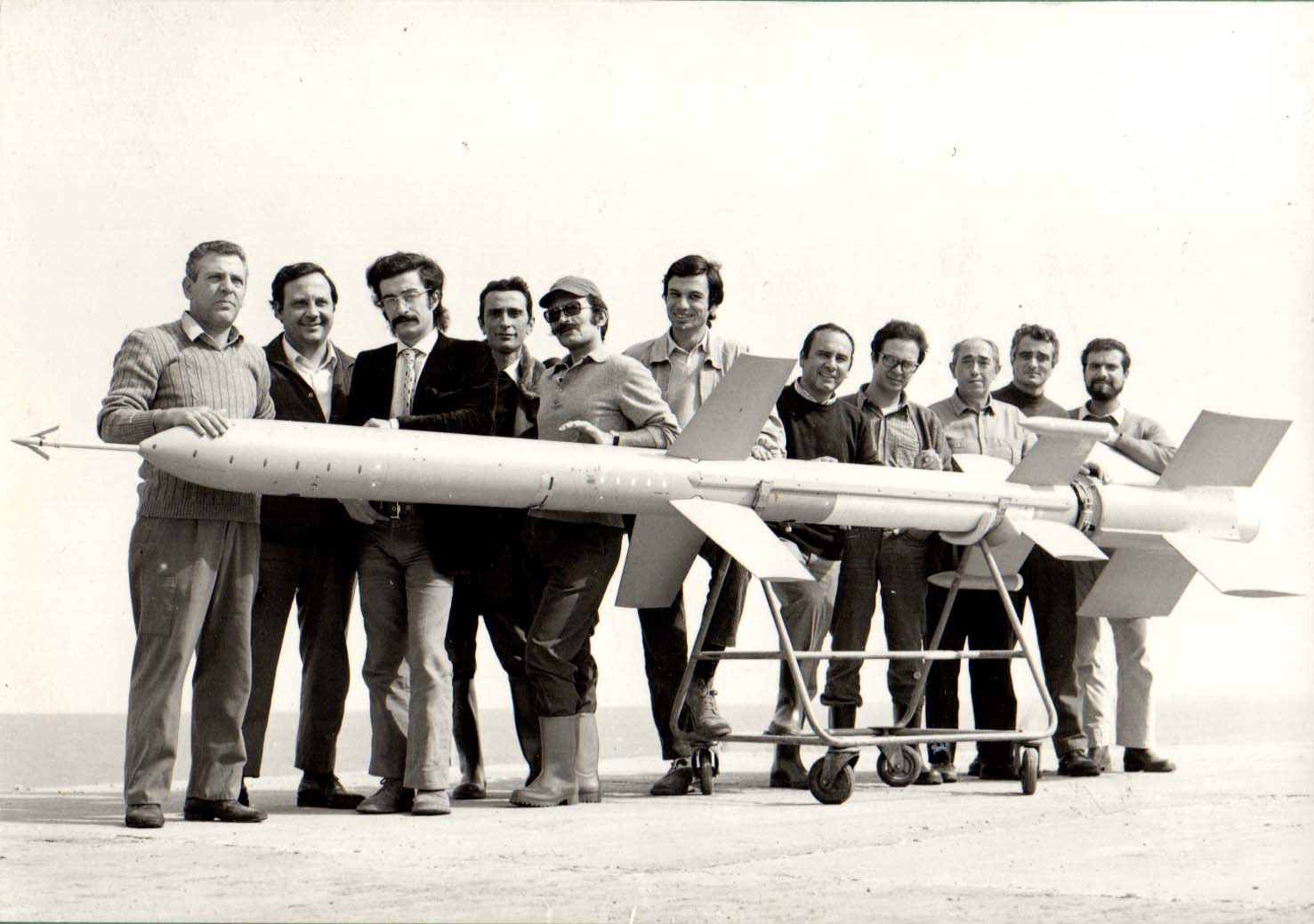
مارته ام‌کا۲

طراحی این موشک در سال ۱۹۶۳ در کنتراوس ایتالیانا شعبه ایتالیایی شرکت اسلحه‌سازی سوئیسی اورلیکن آغاز شد. ابتدا یک موشک کوتاه‌برد با برد مفید حداکثر ۱۰ کیلومتر و سر جنگی ۳۵ کیلویی با نام نتونو (Nettuno) ساخته شد. کنتراوس دو سال بعد کار بر روی مدل بهبودیافته این موشک با نام ولکانو (Vulcano) را آغاز کرد که برای برد بیشتر از موتور راکتی دو مرحله‌ای (راکت کمکی همراه با راکت اصلی) استفاده می‌کرد. شلیک‌های آزمایشی نتونو از سال ۱۹۶۶ آغاز شد و قایق‌های گشت دریایی نیروی دریایی ایتالیا به‌طور آزمایشی به آن مسلح شدند. آزمایش ولکانو هم در ۱۹۶۹ آغاز شد. در این سال کار تولید این موشک‌ها نیز به کمپانی سیستل منتقل شد و نتونو و ولکانو هم برای صادرات به ترتیب با نام‌های مارته مارک ۱ و ۲ نامگذاری شدند و به تدریج این نام‌ها جایگزین نام‌های قدیمی شدند.
مدل هوابه‌سطح مارته در سال ۱۹۷۷ به نیروی دریایی ایتالیا پیوست. ابتدا فقط بالگردهای اس‌اچ-۳ سی کینگ ایتالیایی با دو عدد از این موشک‌ها برای مأموریت‌های ضدکشتی مسلح می‌شدند. در سال‌های بعد بالگردهای ان‌اچ-۹۰ و ئی‌اچ-۱۰۱ نیز به عنوان سکوی پرتاب این موشک انتخاب شدند.
در سال ۱۹۸۷ مدل ارتقایافته مارته ۲ به خدمت ارتش ایتالیا پذیرفته شد. در این مدل سیستم هدایتی موشک به آشیانه‌یابی فعال تغییر کرده بود. به این صورت که یک رادار و جستجوگر راداری بر روی دماغه موشک نصب شده و وظیفه هدایت آن را بر عهده داشت. این رادار مشابه راداری بود که شرکت اوتومرالا برای موشک اوتومات، موشک ضدکشتی جدید ایتالیایی‌ها، ساخته بود. مارته ۲ از سوی ونزوئلا نیز خریداری شد.
بعدها مدل مارته ۲آ، بدون راکت کمکی، برای شلیک از هواپیماها و مدل افزایش بردیافتهٔ مارته-ئی‌آر این موشک نیز عرضه شدند. در مدل ئی‌آر برد موشک با استفاده از موتور توربوجت به جای موتور راکتی به بیش از ۱۰۰ کیلومتر افزایش یافته‌است.

## مارته در ایران
ایران اولین مشتری خارجی این موشک بود که آن را به عنوان موشک ضدکشتی ناوچه‌های کلاس سام که به بریتانیا سفارش داده بود، انتخاب کرد. در سال ۱۹۶۶ ایران ۱۲۰ تیر از این موشک‌ها را همراه با هشت رادار کنترل آتش شکارچی دریا به ایتالیا سفارش داد. این موشک‌ها در یک لانچر پنج‌تایی بر روی این کشتی‌های جنگی کلاس سام (کلاس الوند فعلی) نصب شده بودند. ایران در طول جنگ نفتکش‌ها در جریان جنگ ایران و عراق از این موشک‌ها برای حمله به کشتی‌های تجاری عراق و متحدان عربش استفاده کرد و حداقل ۶ کشتی مورد اصابت این موشک قرار گرفتند.